# Седларица
Седларица је насељено место у саставу општине Питомача у Вировитичко-подравској жупанији, Република Хрватска.

## Историја
До територијалне реорганизације у Хрватској налазила се у саставу старе општине Ђурђевац.

## Становништво
На попису становништва 2011. године, Седларица је имала 363 становника.

## Попис1991.
На попису становништва 1991. године, насељено место Седларица је имало 451 становника, следећег националног састава:
| Попис 1991.‍  | Попис 1991.‍  | Попис 1991.‍ | Попис 1991.‍ | Попис 1991.‍ |
| ------------ | ------------ | ----------- | ----------- | ----------- |
|              |              |             |             |             |
| Хрвати       | Хрвати       |             | 424         | 94,01%      |
| Словенци     | Словенци     |             | 1           | 0,22%       |
| неопредељени | неопредељени |             | 11          | 2,43%       |
| непознато    | непознато    |             | 15          | 3,32%       |
| укупно: 451  |              |             |             |             |